# Rockhampton (Ausztrália)
Rockhampton város Ausztráliában, Queenslandben. A Fitzroy folyó mentén fekszik, mintegy 600 kilométerre északra a tartomány székhelyétől, Brisbane-től. 2006-ban a város lakossága 74 530 fő volt. Rockhamptonban az év mintegy 300 napján süt a Nap, ami igen jelentős turisztikai vonzerő. Ezenkívül a városban számos kormányzati iroda működik, és körzetének üzleti központja is egyben.

## Történet

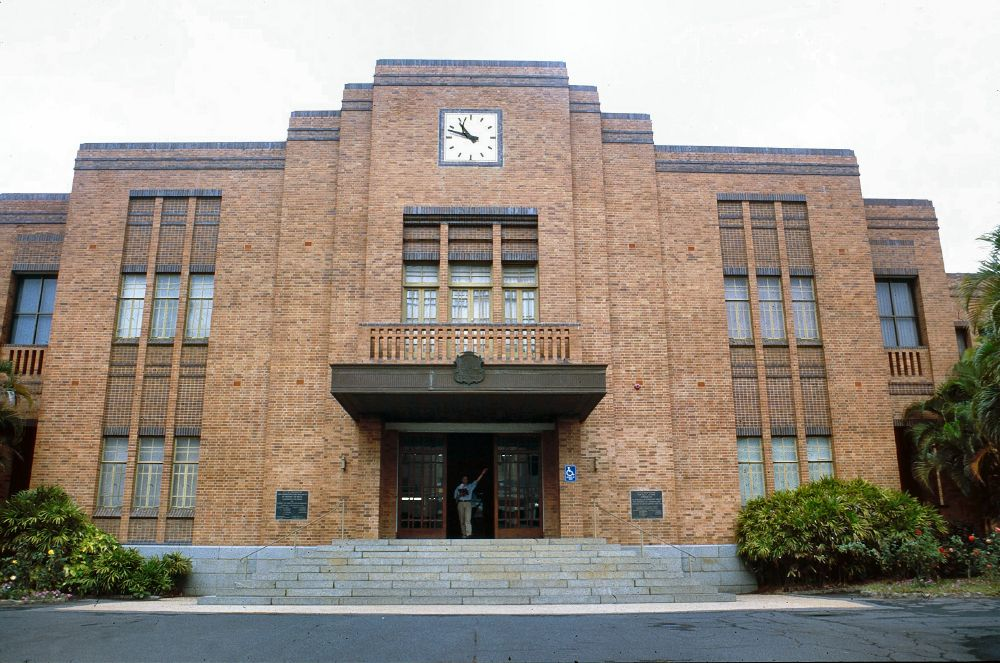
A városháza

A város területén eredetileg ausztrál őslakosok éltek. Az európai telepesek 1853-ban kezdték el benépesíteni. 1854 januárjában az Új-Dél-Wales-i kormányzat két új körzetet alapított: Port Curtist és Leichhardtot, ahol 1855-ben kezdett komolyabb település kialakulni.
A Fitzroy folyó kiváló volt az ellátás szállítására, és a település a folyó partjain épült ki, egy pár szikla közelében, amiről a város a nevét kapta (angolul a rock  = szikla). A „Rockhampton” név 1858. október 25-én vált hivatalos névvé. A város közelében aranyat találtak, ami odavonzotta az aranyásókat, de a lelőhely hamar kimerült, és a szerencsevadászok nagy része elhagyta a vidéket. Azok, akik maradtak, 1861-re annyira felduzzasztották a város lélekszámát, hogy már újság, bank és művészeti iskola is létesült. Az 1860-70-es évekre Rockhampton Közép-Queensland kapuja lett. Ide érkeztek rendszeresen a bevándorlók és az áruk, és az exportcikkeket, főleg a gyapjút is itt hajózták be.
Az 1890-es években más vasút is vezetett ide. Az 1800-as évek végéről több épület is fennmaradt, így a Postahivatal (1892) vagy a St. Joseph's katedrális szintén 1892-ből. 1909-ben már villamos is járt a városban. A villamos gőzüzemű volt, ami igen kellemetlennek bizonyult a trópusi klímában, ezért 1939-ben lecserélték a villamost buszokra. A második világháború alatt a város mellett volt az USA egyik hadászati bázisa. 70 000 katona állomásozott itt.

## Földrajz

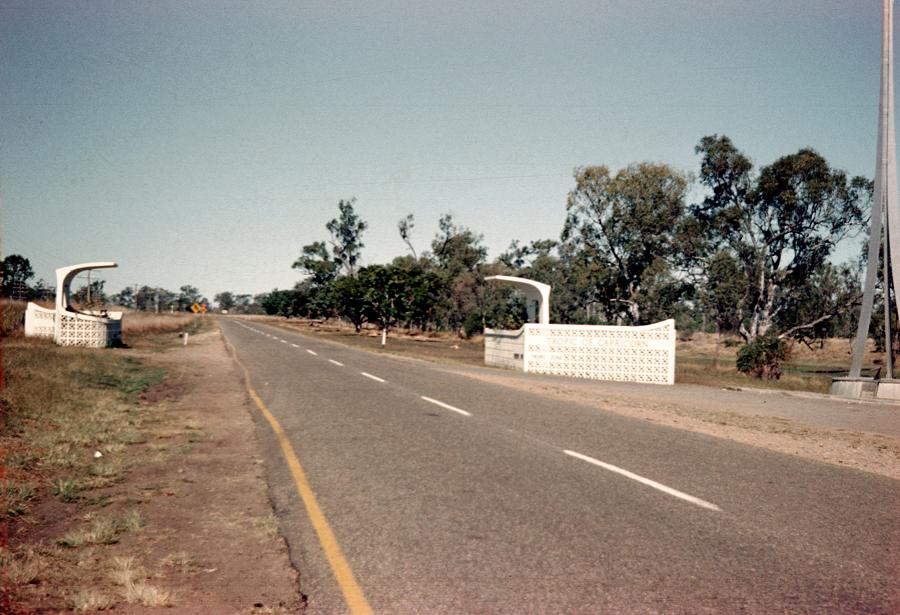
A Baktérítő helyzetét mutató építmény

A város a Fitzroy folyó mellett fekszik, a Baktérítő fölött, aminek emlékműve is van a városban. A klíma szubtrópusi.

## Látnivalók

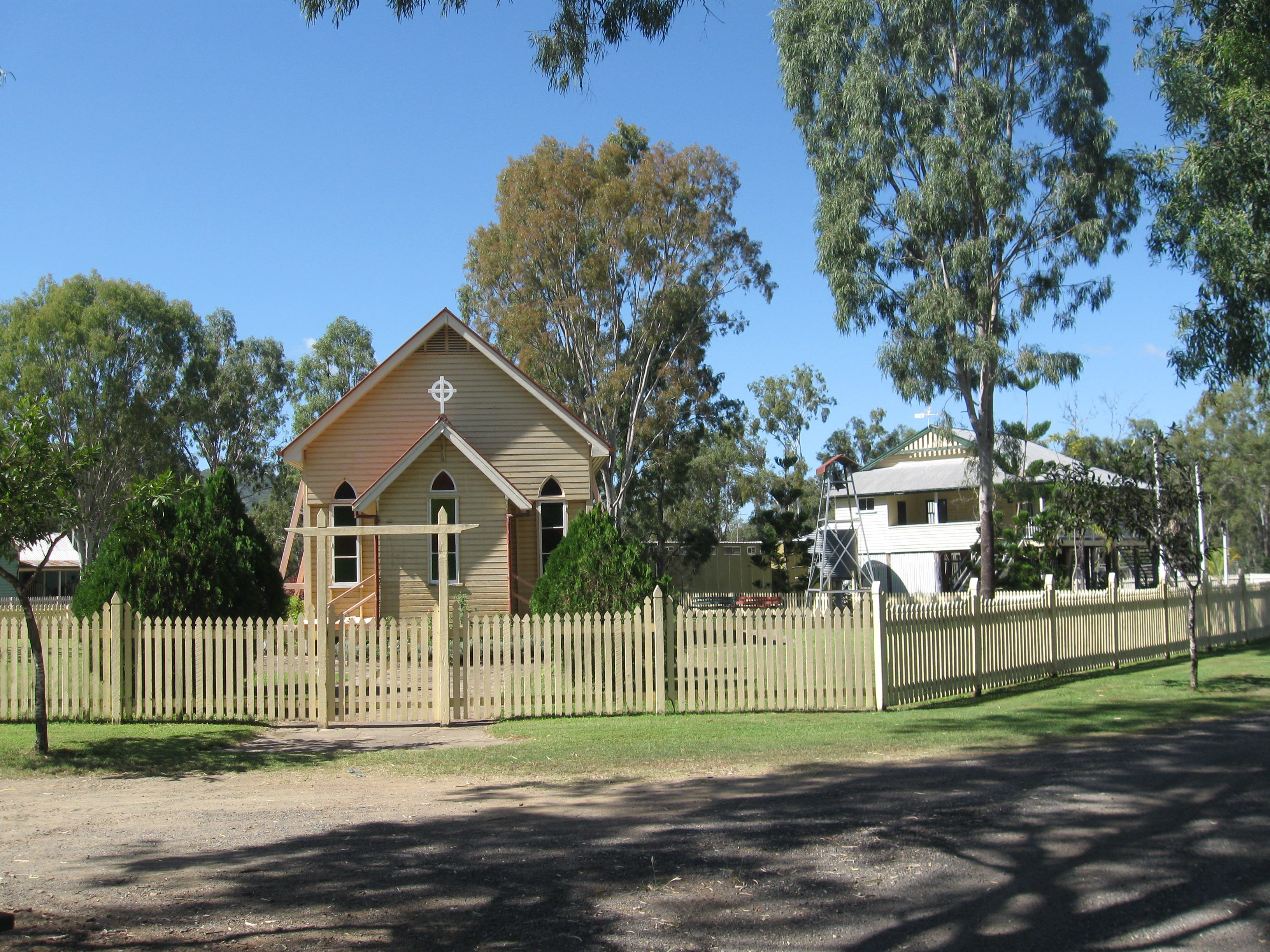
Templom a rockhamptoni skanzenben

A Rockhamptoni Művészeti Galéria mellett a Rockhamptoni Állatkert is sok látogatót vonz. Több park is van a városban. A város közelében terül el a Mount Archer Nemzeti Park. Rockhampton történetét a városi múzeum, skanzen, a Rockhampton Heritage Village meséli el.

## Testvérvárosok
Ibuszuki, Japán

## Fordítás
Ez a szócikk részben vagy egészben  a   Rockhampton, Queensland című angol Wikipédia-szócikk fordításán alapul.  Az eredeti cikk szerkesztőit annak laptörténete sorolja fel. Ez a jelzés csupán a megfogalmazás eredetét és a szerzői jogokat jelzi, nem szolgál a cikkben szereplő információk forrásmegjelöléseként.